# Девятка (Восточно-Казахстанская область)
Девятка (каз. Девятка) — упразднённое село в Бородулихинском районе Восточно-Казахстанской области Казахстана. Ликвидировано в 2018 г. Входило в состав Уба-Форпостовского сельского округа. Находится примерно в 58 км к юго-востоку от районного центра, села Бородулиха. Код КАТО — 633889200.

## Население
В 1999 году население села составляло 142 человека (75 мужчин и 67 женщин). По данным переписи 2009 года, в селе проживало 50 человек (26 мужчин и 24 женщины).